# 第1飛行隊 (南アフリカ空軍)
第1飛行隊（だい1ひこうたい、1 Squadron SAAF）は、かつて存在した南アフリカ空軍の飛行隊である。1920年2月に設立され、1997年11月25日に廃止。